# Aneilema siliculosum
Aneilema siliculosum är en himmelsblomsväxtart som beskrevs av Robert Brown. Aneilema siliculosum ingår i släktet Aneilema och familjen himmelsblomsväxter. Inga underarter finns listade.